# Helminthostachyaceae
Helminthostachyaceae is een monotypische familie (met slechts één  geslacht) tropische varens uit de orde Ophioglossales die vooral door Aziatische botanici werd voorgesteld. Deze familie is in de recente (2006) herclassificatie van de varens door Smith et al. echter niet weerhouden, zij houden houdt het bij één overkoepelende familie Ophioglossaceae.

## Naamgeving enetymologie
De familie Helminthostachyaceae is vernoemd naar het geslacht Helminthostachys.